# جباريس
جباريس هي خربة تتبع محافظة طوباس وتبعد عنها 14 كم جهة الشرق، وأقيمت على جبال بين بزيق وبردلا وترتفع 300م عن سطح البحر، هُجر أهلها بالقوة إثر نكسة عامم 1967. يعمل سكانها بالرعي و الزراعة. كما تضم تنوعاً حيوياً من النباتات والأشجار البرية الفلسطينية، مثل سوسنة الشفا، وأشجار الزيتون البري، وأشجار اللوز البري، ونبات الزعمطوط، ورق اللسان، اللوف والهليون، وابرة العجوز، وشقائق النعمان وغيرها من النباتات البرية.

## الآثار
يوجد فيها جدران أبراج هدمت وأساسات وأعمدة وأرض مرصوفة بالفسيسفاء، وبقايا قطع فخار ملونه وآبار مياه محفورة في عمق الصخور، ويبدو من النمط العمراني وبقايا الجدران المتهدمة والمدافن المنقوره في الصخر انها سُكنت منذ آزل التاريخ.